# Niedarczów Dolny-Kolonia
Niedarczów Dolny-Kolonia – wieś w Polsce położona w województwie mazowieckim, w powiecie zwoleńskim, w gminie Kazanów. Ma status sołectwa.
| SIMC    | Nazwa  | Rodzaj    |
| ------- | ------ | --------- |
| 0626107 | Kapkaz | część wsi |

W latach 1954–1969 wieś należała i była siedzibą władz gromady Niedarczów, po jej zniesieniu w gromadzie Odechów. W latach 1975–1998 miejscowość administracyjnie należała do województwa radomskiego.
Wierni Kościoła rzymskokatolickiego należą do parafii Zwiastowania Najświętszej Maryi Panny w Odechowie.